# Liczba Grashofa
Liczba Grashofa – jedna z liczb podobieństwa stosowana w wymianie ciepła i w mechanice płynów, wyrażająca stosunek siły wyporu do sił lepkości danego płynu. Swoją nazwę wzięła od nazwiska niemieckiego inżyniera – Franza Grashofa:
{\displaystyle Gr={\frac {gl^{3}\beta \Delta T}{\nu ^{2}}},}
gdzie:
- {\displaystyle g} – przyspieszenie ziemskie,
- {\displaystyle \beta } – termiczny współczynnik rozszerzalności objętościowej,
- {\displaystyle \Delta T} – różnica temperatur będąca siłą napędową konwekcji naturalnej (np. między gorącą ścianą a otaczającym ją płynem),
- {\displaystyle l} – wymiar charakterystyczny,
- {\displaystyle \nu } – kinematyczny współczynnik lepkości.

Krytyczna liczba Grashofa określa granicę między przepływem laminarnym a turbulentnym podczas konwekcji swobodnej.